# Komt vrienden in den ronde (het slijperswiel)
Komt vrienden in den ronde (het slijperswiel) is een Nederlands volksliedje dat door het gewone volk werd gezongen en mondeling werd overgeleverd.
Het liedje gaat over de ambachtsman die met een kar langs de deuren ging om de messen te slijpen en uitlegt waarom zijn beroep het beste is. De huidige tekst over de scharenslijper is in 1895 door Jan Bols uit Lubbeek, Vlaanderen vastgelegd. Twee jaar later werd het opgenomen in de bundel Honderd oude Vlaamse liederen. 

## Het lied
1. Komt vrienden in het ronde

Minnaars van enen stiel!

Ik zal u gaan verkonden

Hoe ik door 't slijperswiel

De kost verdien voor vrouw en kind

Schoon blootgesteld aan weer en wind
(Refrein)

Terlierelom terla!

Van linksom rechtsom draait mijne steen

Door het roeren van mijn been

Ju ju ju ju ju ju ju ju!

2. De smid die moet hard werken,

Gestadig voor het vier,

Hij durft zich niet versterken,

Met ene kan goed bier,

Terwijl ik ga op mijn gemak,

Soms ook wel met een lege zak.

(Refrein)
3. De schoenpik stijf gezeten,

Op enen pikkelstoel,

Mag kees en droog brood eten,

Maar als ik nood gevoel,

Dan slijp ik tot den avond toe,

En zo heb ik nooit arremoe.

(Refrein)
4. De kleerfrik maakt ons kleren,

Voor acht stuivers per dag,

Wil hij zijn loon vermeren,

Hij snijdt meer dan hij mag,

Maar ik op mijne slijpersteen,

Ik win meer op een uur alleen.

(Refrein)
5. De maalder moet gaan malen,

Tot in het fijnste meel,

Hij moet dubbel betalen,

Voor zijn droge keel,

Maar ik, door ijver en door vlijt,

Ik win mijn brood in eerlijkheid.

(Refrein)
6. Mijn vrouw die roept victoria,

Over de slijpersstiel,

Zij vindt de grootste gloria,

In 't draaien van mijn wiel,

Mijn kind'ren hebben geen ongemak,

Zij lopen met de bedelzak!

(Refrein)
7. Sa, vrienden, voor het leste,

All' ambachten zijn goed,

Maar mijn is toch het beste,

Schoon ik soms slapen moet,

Op hooi en strooi in ene stal,

Daar heb ik kost voor niemendal.

## Variaties
1. Komt vrienden in den ronde

Minnaars van enen stiel!

Dan zal ik u verkonden

Hoe ik door 't slijperswiel

De kost verdien voor vrouw en kind

Schoon blootgesteld aan weer en wind
2. De smid die moet hard werken,

Gestadig voor het vier,

Hij dorst zich niet versterken,

Met ene kan goed bier,

Terwijl ik ga op mijn gemak,

Soms ook wel met een lege zak.

(...)
4. De kleermaker maakt kleren,

Voor acht gulden per dag,

Wil hij zijn loon vermeerderen,

Snijdt hij meer dan hij mag,

Maar ik op mijne slijpersteen,

Ik win meer op een uur alleen.

(...)
6. Mijn vrouw die roept victoria,

Over de slijpersstiel,

Zij vindt de grootste gloria,

In 't draaien van mijn wiel,

Mijn kind'ren dragen 't ongemak,

Zij lopen met de bedelzak!

7. Sa, vrienden, voor het leste,

All' ambachten zijn goed,

Maar 't mijne het beste,

Schoon ik soms slapen moet,

Op hooi en strooi in ene stal,

Daar heb ik last van niemendal.